# Rajd Niemiec 1993
Rajd Niemiec 1993 (12. ADAC Rallye Deutschland) – 12 edycja rajdu samochodowego Rajd Niemiec rozgrywanego w Niemczech. Rozgrywany był od 8 do 11 lipca 1993 roku. Była to trzydziesta runda Rajdowych Mistrzostw Europy w roku 1993 (rajd miał najwyższy współczynnik - 20), czwarta runda Rajdowych Mistrzostw Niemiec i trzecia runda mistrzostw Holandii.

## Klasyfikacja rajdu
| Miejsce                                           | Kierowca                                          | Pilot                                             | Samochód                                          | Czas                                              | Strata                                            |                                                   |
| Klasyfikacja generalna, ERC i mistrzostw Holandii | Klasyfikacja generalna, ERC i mistrzostw Holandii | Klasyfikacja generalna, ERC i mistrzostw Holandii | Klasyfikacja generalna, ERC i mistrzostw Holandii | Klasyfikacja generalna, ERC i mistrzostw Holandii | Klasyfikacja generalna, ERC i mistrzostw Holandii | Klasyfikacja generalna, ERC i mistrzostw Holandii |
| ------------------------------------------------- | ------------------------------------------------- | ------------------------------------------------- | ------------------------------------------------- | ------------------------------------------------- | ------------------------------------------------- | ------------------------------------------------- |
| 1.                                                | Patrick Snijers                                   | Dany Colebunders                                  | Ford Escort RS Cosworth                           | 3:08:39                                           | 0.0                                               |                                                   |
| 2.                                                | Erwin Weber                                       | Manfred Hiemer                                    | Mitsubishi Galant VR-4                            | 3:08:50                                           | +11                                               |                                                   |
| 3.                                                | Dieter Depping                                    | Peter Thul                                        | Ford Sierra RS Cosworth 4x4                       | 3:11:05                                           | +2:26                                             |                                                   |
| 4.                                                | Grégoire de Mevius                                | Willy Lux                                         | Nissan Sunny GTI-R                                | 3:12:51                                           | +4:12                                             |                                                   |
| 5.                                                | Jens Mulvad                                       | Freddy Pedersen                                   | Toyota Celica Turbo 4WD (ST185)                   | 3:18:17                                           | +9:38                                             |                                                   |
| 6.                                                | Peter van Merksteijn sn.                          | Hans van Beek                                     | Ford Escort RS Cosworth                           | 3:20:03                                           | +11:24                                            |                                                   |
| 7.                                                | Matthias Moosleitner                              | Monika Eckardt                                    | Mitsubishi Galant VR-4                            | 3:22:57                                           | +14:18                                            |                                                   |
| 8.                                                | Jan Mortensen                                     | Finn Mogensen                                     | Ford Escort RS Cosworth                           | 3:25:35                                           | +16:56                                            |                                                   |
| 9.                                                | Guido Senge                                       | Dieter Schneppenheim                              | Toyota Celica GT-4 (ST165)                        | 3:25:42                                           | +17:03                                            |                                                   |
| 10.                                               | Henk Vossen                                       | Alex Luteijn                                      | Mitsubishi Galant VR-4                            | 3:26:02                                           | +17:23                                            |                                                   |
| Klasyfikacja mistrzostw Niemiec                   |                                                   |                                                   |                                                   |                                                   |                                                   |                                                   |
| 1.                                                | Dieter Depping                                    | Peter Thul                                        | Ford Sierra RS Cosworth 4x4                       | 3:11:05                                           | 0.0                                               |                                                   |
| 2.                                                | Matthias Moosleitner                              | Monika Eckardt                                    | Mitsubishi Galant VR-4                            | 3:22:57                                           | +11:52                                            |                                                   |
| 3.                                                | Guido Senge                                       | Dieter Schneppenheim                              | Toyota Celica GT-4 (ST165)                        | 3:25:42                                           | +14:37                                            |                                                   |